# Historia de los movimientos sociales y políticos

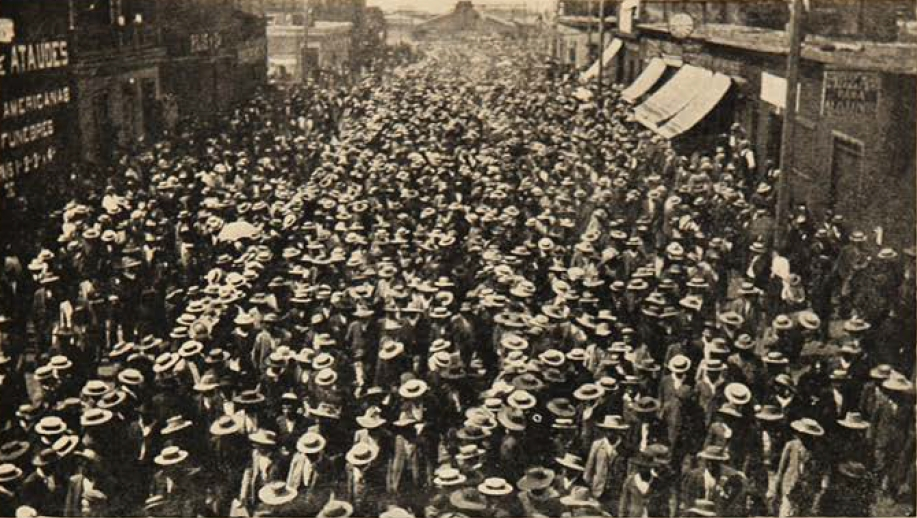
Obreros de la Pampa (Chile) - Masacre Escuela Santa María 1907

La historia de los movimientos sociales y la historia de los movimientos políticos son dos disciplinas historiográficas, relacionadas con la historia social y la historia política.

## Historia de los movimientos sociales
La historia de los movimientos sociales, tradicionalmente centrada en el  movimiento obrero del siglo XIX, se amplió en el siglo XX con la consideración de los movimientos sociales del pasado y con la atención al surgimiento de otras reivindicaciones que han dado origen a movilizaciones sociales: feminismo, pacifismo, ecologismo, movimiento por los derechos civiles, derechos, movimiento antiglobalización o altermundialista, entre otros.
Los movimientos sociales se entienden fundamentalmente como movimientos populares, es decir, los que expresan reivindicaciones del pueblo (entendido ambiguamente, tanto como el cuerpo social general, como restringido a la amplia estrato social inferior en términos socioeconómicos y de poder); aunque tienen otras derivaciones diferentes, en cuestiones sociales entendidas como culturales, de pensamiento o de estilo de vida, que pueden ser tanto las propias de una corriente mayoritaria o ideología dominante como de una minoritaria, vanguardista, rupturista, contracultural, o alternativa (psicodelia, movimiento hippie). En cualquiera de los dos casos pueden llegar a extremos tan aparentemente frívolos como denominar movimiento al deporte en general o a alguno en particular, a la moda, a cualquier forma de uso del ocio, a tendencias culturales de cualquier tipo (moda, peinado, tatuaje, gastronomía) o incluso las actividades de las tribus urbanas.

### Movimientos sociales de la cultura
E. P. Thompson, con su concepto de economía moral de la multitud dio una nueva visión a los movimientos sociales de los siglos XVIII y XIX, reaccionando desde el propio campo de la historiografía marxista contra la aplicación excesivamente rígida de las categorías teóricas del mundo en si  materialismo histórico, y exigiendo para su estudio el mismo refinamiento y falta de determinismo que el empleado por la antropología para el estudio de las sociedades primitivas. De un modo u otro, con metodologías no necesariamente similares, respondieron a la misma necesidad otros historiadores británicos, como Eric Hobsbawm (para la Edad Contemporánea) o Christopher Hill (para la revolución inglesa del siglo XVII). En la historia moderna de España, ha suscitado vivos debates la calificación como movimiento social de la Guerra de las Comunidades y de otros acontecimientos singulares, como el motín de Esquilache. Otros movimientos sociales han sido particularmente estudiadas por diferentes historias nacionales, como la Fronda francesa o las revueltas milenaristas rusas (Pugachev, falso Dimitri). Concretamente la crisis del siglo XVII fue un momento particularmente propicio para numerosos estallidos sociales violentos a lo largo de toda Europa.
El periodo medieval tiene su principal campo de estudio para esta disciplina en el origen de las revoluciones burguesas entre las revueltas campesinas y revueltas urbanas de la Baja Edad Media, significativas tanto de la dinámica social del feudalismo como de la transición del feudalismo al capitalismo, especialmente manifestada a partir de la crisis del siglo XIV.
Retrocediendo más en el tiempo, la Edad Antigua también ha dado oportunidad de estudiar hechos semejantes, como las bagaudas del Bajo Imperio Romano (otra manifestación de crisis secular, en este caso de la crisis del siglo III), las revueltas de esclavos (la de Espartaco y otras dos guerras serviles), la oposición entre patricios y plebeyos durante la República Romana (ver Secessio plebis) e incluso las primeras huelgas documentadas en el Antiguo Egipto.

### Movimientos sociales en América Latina

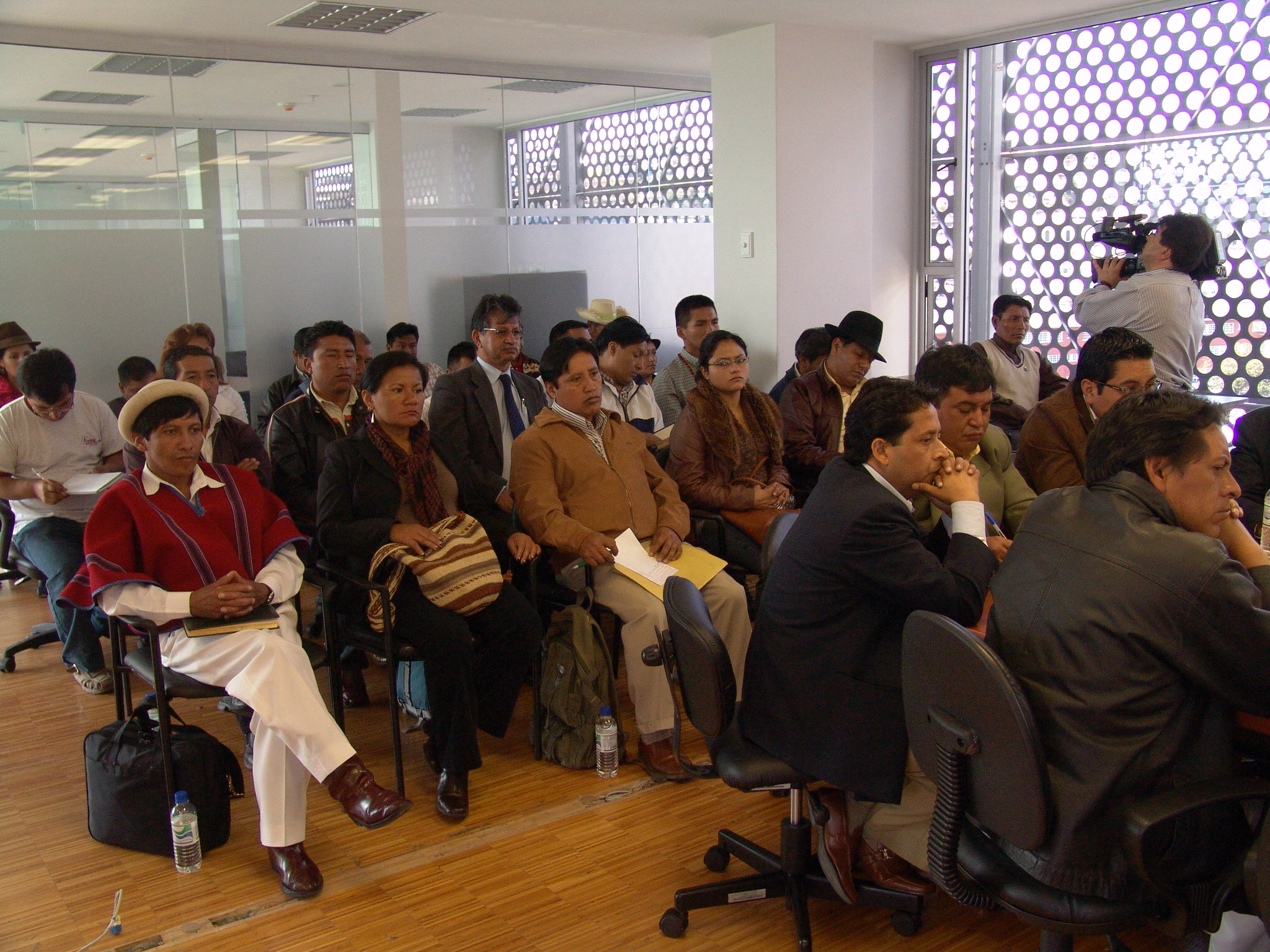
Representantes de Movimientos Sociales se reúnen en la Asamblea Nacional de Ecuador

América Latina viene experimentando un cambio de época. Diversos procesos sociales y políticos han ido configurando nuevos escenarios : la crisis del consenso neoliberal, la relegitimación de los discursos críticos, la potenciación de diferentes movimientos sociales, los gobiernos autodenominados progresistas y de centroizquierda, son algunas notas distintivas de un período de transición. Así, los movimientos que se han activado contra la globalización incluyen a los movimientos de trabajadores, de estudiantes y del sector informal; grupos rurales e indígenas, y los denominados "nuevos movimientos sociales".
Esos nuevos escenarios desembocaron en una modificación de las relaciones de clase,lo cual repercutió, enormemente en el modo en cómo cada grupo social se autorepresenta, se piensa y figura su destino social dentro de la sociedad. En ese contexto de gran asimetría surgen y se desarrollan las luchas de los movimientos sociales en los ´90. Aunque esos movimientos fueron más que una respuesta defensiva, los movimientos sociales latinoamericanos han venido desarrollando una dimensión más proactiva, que da posibilidades a pensar nuevas alternativas emancipatorias a partir de la defensa y promoción de la vida y la diversidad. Las movilizaciones que comenzaron a darse en octubre de 2019 en Chile son una muestra de estos nuevos escenarios que muestran la aparición de jóvenes como un nuevo grupo que convoca al resto de la sociedad en reclamo relegados por 30 años.
Desde la perspectiva de las ciencias sociales, el estudio de los movimientos sociales en América Latina no es un campo homogéneo, sino que abarca diferentes tendencias. En este sentido, los analistas se han enfocado en cuatro áreas: las redes comunitarias, la educación popular, el capital social y el poder popular constituyente. Además, el estudio académico de los movimientos sociales en América Latina puede valerse de diferentes variables, como el nivel orgánico, la capacidad de proponer alternativas, el discurso que proyectan y la fuerza de movilización.

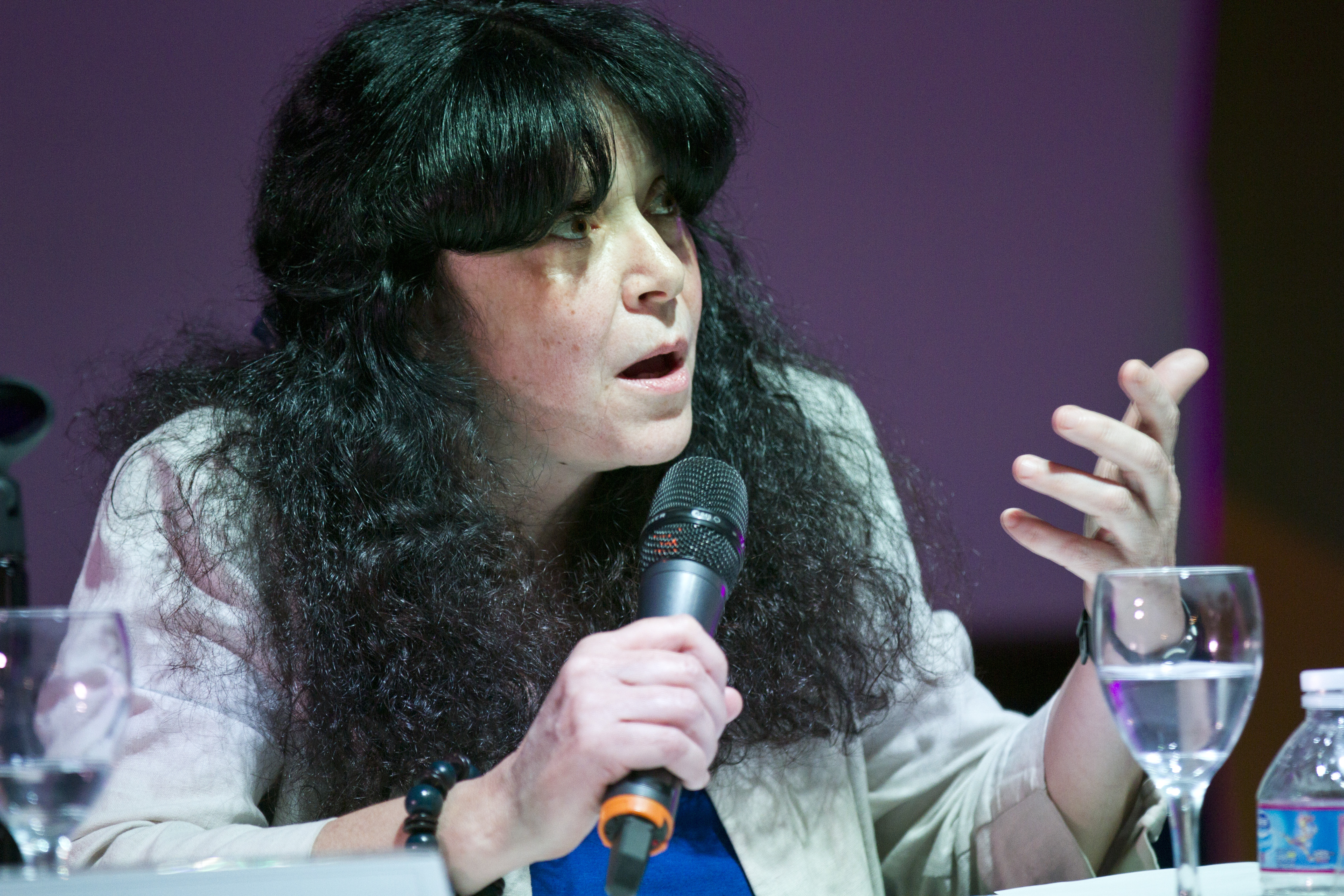
Maristella Svampa debatiendo en vísperas del Segundo Bicentenario, en la mesa panel "La discusión de un nombre : qué decimos o qué pensamos cuando hablamos de pensamiento nacional. Espacio federal para la visibilización, el desarrollo, la profundización y la sistematización del debate político cultural en la Argentina Universidad Nacional de Comahue. Neuquén, 27 de noviembre, 2014

## Historia de los movimientos políticos
Los movimientos políticos surgen como consecuencia de la incapacidad de los partidos para dialogar con el resto de la sociedad y su esquema.
 La historia de los movimientos políticos ha prestado atención al periodo siguiente a las revoluciones liberales, con la creación de los partidos políticos, que en el siglo XIX fueron fundamentalmente partidos de élites o de cuadros, pero que con la generalización del sufragio universal y los movimientos de masas, como el nacionalismo o el movimiento obrero, se convirtieron en el siglo XX en partidos de masas, sobre todo los portadores de las ideologías más combativas o extremas (fascismo y comunismo, habitualmente denominados totalitarismos), a cuyo desafío tuvieron que responder, adaptándose al uso de la movilización, la propaganda y los medios de comunicación, los demás movimientos políticos (conservadurismo, liberalismo, socialdemocracia, democracia cristiana, etc.).
Con el nombre de Movimiento Nacional se conoce en España al mecanismo totalitario de inspiración fascista que pretendía monopolizar la vida pública e incluso privada durante el franquismo (1939-1975).
El periodo posterior a la caída del muro de Berlín (1989), que supuso la desaparición del bloque comunista, significó también la emergencia de nuevos agentes políticos y sociales expresados en movimientos políticos de nuevo cuño. Por un lado, fue la oportunidad del resurgimiento de los preexistentes movimientos religiosos denominados fundamentalistas, que en algunos casos se emparentan con el nacionalismo: el más espectacular el fundamentalismo islámico (muy activo desde la revolución iraní, 1979, y con manifestaciones violentas como el yihadismo -impropiamente denominado terrorismo islámico-), pero también un fuerte fundamentalismo cristiano, tanto protestante (como la mayoría moral y los neocon en Estados Unidos) o católico (con precedentes en el nacionalcatolicismo español, pero que desde 1979 -pontificado de Juan Pablo II- se expresa en la reacción a la teología de la liberación y otros movimientos católicos denominados progresistas surgidos en torno al concilio Vaticano II) y también un fundamentalismo hindú. Por otro lado, el surgimiento del papel de las ONG en la escena nacional e internacional, que en muchos extremos puede entenderse como expresión política de diferentes movimientos sociales o de nuevos conceptos ideológicos. Los partidos políticos que pretenden expresar particularmente al movimiento ecologista (partidos verdes) han tenido una importancia muy desigual en diferentes países (máxima en Alemania, donde llegaron al gobierno).

## Estudios universitarios sobre la historia de los movimientos sociales y políticos
Tanto la historia de los movimientos sociales como los políticos son objeto de asignaturas y cátedras universitarias en diferentes universidades, ya sean en conjunto o por separado.